# 龍氏鰩
龍氏鰩（學名：Raja rondeleti），為軟骨魚綱鰩目鰩科鰩屬的一種，分布於東北大西洋區法國地中海海岸與義大利的熱那亞灣海域，體長可達50公分，棲息在近海海域，為底棲性魚類，肉食性，卵生，生活習性不明。